# Kanton Lodève
Kanton Lodève (francouzsky Canton de Lodève) je francouzský kanton v departementu Hérault v regionu Languedoc-Roussillon. Tvoří ho 15 obcí.

## Obce kantonu
- Le Bosc
- Fozières
- Lauroux
- Lodève
- Olmet-et-Villecun
- Les Plans
- Poujols
- Le Puech
- Saint-Étienne-de-Gourgas
- Saint-Jean-de-la-Blaquière
- Saint-Pierre-de-la-Fage
- Saint-Privat
- Soubès
- Soumont
- Usclas-du-Bosc
- La Vacquerie-et-Saint-Martin-de-Castries